# SOS Poseidon
SOS Poseidon (engelska: The Poseidon Adventure) är en amerikansk katastroffilm i regi av Ronald Neame som hade biopremiär i USA den 13 december 1972. Filmen bygger på romanen Poseidonkatastrofen av Paul Gallico. Filmen fick en uppföljare, Poseidons hemlighet (Beyond the Poseidon Adventure, 1979) och en nyinspelning, Poseidon (2006).

## Handling
Kryssningsfartyget SS Poseidon är på lyxkryssning från New York till Aten, när fartyget råkar ut för en kapsejsning på nyårsdagen efter en undervattensjordbävning. Efter det att fartyget slagit över, sprängs hon flera gånger, vilket river upp hål i överbyggnaden så vatten börjar forsa in. En driftig predikant (Gene Hackman) leder en grupp på ett tiotal personer som lyckats komma undan, och har en lång kamp för överlevnad eftersom fartyget ligger uppochned. När de kommit upp till den högsta punkten av skeppet, hör de ljud utanför skrovet. De börjar knacka och slå på skrovet och räddningsmanskapet svetsar ett hål och tar ut dem till en helikopter där de räddas.

## Rollista i urval
- Gene Hackman - Pastor Frank Scott
- Ernest Borgnine - Poliskommissarie Mike Rogo
- Red Buttons - James Martin
- Carol Lynley - Nonnie Parry
- Roddy McDowall - Acres
- Stella Stevens - Linda Rogo
- Shelley Winters - Belle Rosen
- Jack Albertson - Manny Rosen
- Pamela Sue Martin - Susan Shelby
- Arthur O'Connell - Kaplan John
- Eric Shea - Robin Shelby
- Leslie Nielsen - Kapten Harrison
- Fred Sadoff - Linarcos
- Byron Webster - Purser
- Jan Arvan - Dr. Caravello
- Sheila Mathews - sköterska
- John Crawford - överingenjör
- Bob Hastings - M.C.
- Erik Nelson - Tinkham

## Priser och nomineringar
Filmen vann en Oscar för bästa sång, The morning after, vilken blev en hitsingel för Maureen McGovern. Filmen fick också ett Special Achievement-pris för specialeffekterna.

### Fotnoter
1. ↑  ”The Poseidon Adventure” (på engelska). Box Office Mojo. 13 december 1972. http://www.boxofficemojo.com/movies/?id=poseidonadventure.htm. Läst 8 november 2016.